# Zincostottita
La zincostottita és un mineral de la classe dels òxids que pertany al subgrup de la stottita. Rep el nom per l'anàleg amb zinc de l'stottita.

## Característiques
La zincostottita és un hidròxid de fórmula química ZnGe(OH)₆. Va ser aprovada com a espècie vàlida per l'Associació Mineralògica Internacional en el mes d’agost de l'any 2024, i encara resta pendent de publicació. Cristal·litza en el sistema tetragonal.
Segons la classificació de Nickel-Strunz pertany a «04.FC: Hidròxids (sense V o U), amb OH, sense H₂O; octaedres que comparetixen angles». Les mostres que van servir per a determinar l'espècie, el que es coneix com a material tipus, es troben conservades a les col·leccions mineralògiques del Museu d'Història Natural del Comtat de Los Angeles, a Los Angeles (Califòrnia) amb els números de catàleg: 76278 i 76279.

## Formació i jaciments
Va ser descoberta a la mina Tsumeb, situada a la localitat homònima de la regió d'Oshikoto (Namíbia). Aquesta mina africana és l'únic indret de tot el planeta on ha estat descrita aquesta espècie mineral.